# Zale sexplagiata
Zale sexplagiata är en fjärilsart som beskrevs av Walker 1857. Zale sexplagiata ingår i släktet Zale och familjen nattflyn. Inga underarter finns listade i Catalogue of Life.